# غاري جيجير
غاري جيجير (بالإنجليزية: Gary Geiger) هو لاعب كرة قاعدة أمريكي، ولد في 4 أبريل 1937 في Sand Ridge Township, Jackson County, Illinois ‏ في الولايات المتحدة، وتوفي في 24 أبريل 1996 في مورفيسبورو في الولايات المتحدة.

## وصلات خارجية
- غاري جيجير على موقع دوري كرة القاعدة الرئيسي (الإنجليزية)
- غاري جيجير على موقعبيزبول رفرنس.كوم (الدوري الرئيسي) (الإنجليزية)
- غاري جيجير على موقعبيزبول رفرنس.كوم (الدوري الثانوي) (الإنجليزية)
- غاري جيجير على موقع جمعية أبحاث البيسبول الأمريكية (الإنجليزية)
- غاري جيجير على موقع مشجعي الرسوم البيانية (الإنجليزية)